# Min Gud, jag sjunker ner
Min Gud, jag sjunker ner är en sång med text från omkring 1900 av Emil Gustafson och musik från 1912 av Nils Jacobsson. Texten har bearbetats 1985, varför den texten är upphovsrättsligt skyddad.

## Publicerad i
- Fridstoner 1926 som nr 98 under rubriken "Frälsnings- och helgelsesånger".
- Kom 1930 som nr 71 under rubriken "Trosliv och helgelse".
- Psalmer och Sånger 1987 som nr 685 under rubriken "Att leva av tro - Efterföljd - helgelse".[2]
- Segertoner 1988 som nr 611 under rubriken "Efterföljd - helgelse".[1]
- Frälsningsarméns sångbok 1990 som nr 467 under rubriken "Ordet och bönen".